# Paul Daimler
Paul Daimler (Karlsruhe, 13 settembre 1869 – Berlino, 15 dicembre 1945) è stato un ingegnere tedesco che ha ereditato il talento per l'ingegneria dal padre, il grande Gottlieb Daimler.

## Biografia
Paul Daimler ha dimostrato fin da giovane una forte attitudine per le discipline tecniche, fatto che gli ha permesso di terminare brillantemente gli studi superiori. Nel 1885, all'età di sedici anni, Paul Daimler si cimentò alla guida della Reitrad, la prima motocicletta della storia, nata proprio nel piccolo laboratorio del padre Gottlieb allestito nella serra di casa Daimler. Il tragitto compiuto terminò ad Untertürkheim: l'impresa del giovanissimo Daimler ebbe modo di confermare i progressi compiuti da suo padre e dal fido collega Wilhelm Maybach.

Nel 1900 un infarto stroncò Gottlieb Daimler e a 31 anni Paul si ritrovò a dirigere l'azienda fondata dal padre, la Daimler Motoren Gesellschaft.

Nel 1902, Paul Daimler fu inviato a dirigere la succursale austriaca della Daimler, ossia la Österreichische Daimler-Motoren-Commanditgesellschaft Bierenz Fischer u. Co, che a partire dal 1906 cambiò ragione sociale in Austro-Daimler. Qui, già nel 1903, Paul Daimler diresse il progetto che avrebbe portato al primo carro blindato a motore della storia e nel 1905 l'azienda partorì la prima autovettura a quattro ruote motrici della storia.

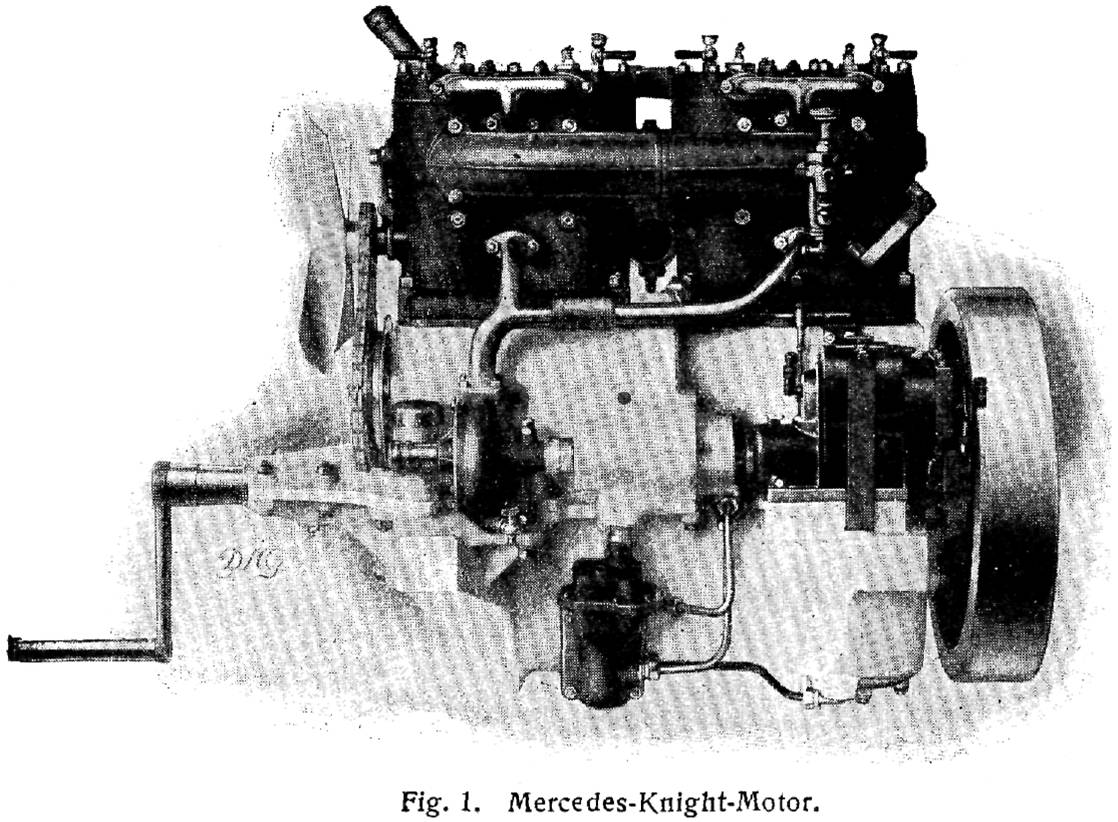
Il motore con valvole a fodero, realizzato sotto la supervisione di Paul Daimler

Nel 1907 Paul Daimler tornò alla sede della Daimler Motoren Gesellschaft in qualità di direttore tecnico al posto di Maybach, dimessosi per affrontare la nuova avventura dei dirigibili Zeppelin. In questo periodo, la Casa tedesca sperimentò soluzioni nuove, come il motore con valvole a fodero montate nella gamma Knight. Nell'azienda del padre, Paul Daimler rimase fino al 1923, anno in cui approdò alla Horch. Il suo posto alla Daimler Motoren Gesellschaft venne preso da un altro mito della storia dell'automobile, ossia quel Ferdinand Porsche che 25 anni dopo avrebbe fondato una delle più note e prestigiose Case automobilistiche di sempre. Per ironia della sorte, l'avvicendamento tra Paul Daimler e Ferdinand Porsche si è avuto anche in un'altra occasione, e cioè quando nel 1907 Paul Daimler tornò in Germania.

Durante il suo periodo alla Horch, Paul Daimler progettò e realizzò una delle invenzioni più attuali di sempre, tanto da venire utilizzata largamente nei motori odierni, vale a dire le punterie idrauliche.

Paul Daimler morì nel 1945 a Berlino.